# Sömmerda
Sömmerda est une ville située dans le Land de Thuringe, à 20 km au nord d'Erfurt. Longtemps réputée pour sa manufacture d'armes (fusils Dreyse), elle est aujourd'hui un pôle privilégié dans le domaine de l'industrie électrotechnique (Fujitsu Siemens Computers).

## Géographie

### Situation géographique
Sömmerda est située dans le bassin de Thuringe.

### Communes voisines
Les communes limitrophes sont Griefstedt, Großneuhausen, Großrudestedt, Kleinneuhausen, Kölleda, Schillingstedt, Schloßvippach, Sprötau, Vogelsberg, Weissensee, Werningshausen und Wundersleben.

### Organisation urbaine
| Quartier         | Superficie (km²) | Habitants |
| ---------------- | ---------------- | --------- |
| Sömmerda         | 22,91            | 16 965    |
| Frohndorf        | 8,20             | 484       |
| Leubingen        | 14,49            | 954       |
| Orlishausen      | 10,55            | 730       |
| Rohrborn         | 3,47             | 145       |
| Schallenburg     | 6,53             | 380       |
| Stödten          | (1)              | 99        |
| Tunzenhausen     | 6,69             | 498       |
| Wenigensömmern   | 7,82             | 316       |
| Sömmerda (total) | 80,70            | 20 571    |

(1) inclus dans Leubingen
Données : 31 décembre 2006

## Histoire
| Appartenances historiques Principauté abbatiale de Fulda 1220–1342 Comté de Schwarzbourg 1342-1418 Électorat de Mayence 1418–1806 Principauté d'Erfurt 1806–1814 Royaume de Prusse (Province de Saxe) 1815–1918 République de Weimar 1918–1933 Reich allemand 1933–1945 Allemagne occupée 1945–1949 République démocratique allemande 1949–1990 Allemagne 1990–présent |

Sömmerda a été mentionnée pour la première fois dans des documents officiels en 876. On pense que la ville fut reconnue en tant que telle vers 1350, mais il n'existe pas de documents le confirmant. La porte d'Erfurt (Erfurter Tor) construite en 1395 et les remparts représentent les plus vieux monuments de la ville encore présents.
Pendant la guerre de Trente Ans (1618-1648), le nombre d'habitants a fortement chuté à cause des activités militaires, des pillages et des épidémies. Pendant le Moyen Âge et les temps modernes, Sömmerda appartenait politiquement à Erfurt et donc à l'Électorat de Mayence. Après la défaite de la Prusse à la bataille de Iéna et Auerstaedt, la ville était sous le pouvoir de Napoléon Bonaparte, avant de revenir à la Prusse en 1813-14 à laquelle elle appartenait depuis 1802. À la suite du congrès de Vienne débuta la création de districts en Prusse, et Sömmerda fut rattachée au district de Weissensee jusqu'en 1952.
L'inventeur du fusil Dreyse, Johann Nikolaus von Dreyse né à Sömmerda, fonda en 1817 une fabrique de métal avec le fabricant Kronbiegel qui marqua le début de l'industrialisation dans la ville. En 1840, on bâtit une fabrique de fusils pour le compte de Dreyse ; puis en 1858 suivit la création de l'une des plus grandes et modernes briqueteries d'Allemagne. En 1874, Sömmerda fut connectée au réseau ferroviaire et, en 1876, Carl Böttner fonda une brasserie dans la banlieue de la ville. Jusque dans les années 1970 se trouvait une usine de purée de pommes de terre. C'est finalement en 1900 que l'approvisionnement d'électricité fut assuré à Sömmerda.
La fabrique de fusils fut rachetée en 1901 par l'usine rhénane de métallurgie (Rheinmetall) à Düsseldorf. Le personnel fut par la suite porté à 10 000 hommes dans le cadre de la préparation à la Première Guerre mondiale. Après la crise économique de 1929, le fabricant d'armes qui avait entretemps fusionné avec les ateliers Borsig pour devenir Rheinmetall-Borsig connut une période prospère dans les années 1930 grâce au renouvellement de l'armement allemand. Pendant la Seconde Guerre mondiale, près de 14 600 hommes – dont 6 000 travailleurs forcés et prisonniers de guerre – furent déportés dans les nombreux camps de Sömmerda. Le 11 avril 1945, la ville fut occupée par les troupes américaines ; peu après, la Thuringe fut intégrée à la zone d'occupation soviétique. La ville eut la chance de ne pas connaître de bombardements pendant la guerre et demeura relativement intacte.
Le 7 octobre 1949, Sömmerda devint une ville de la République démocratique allemande nouvellement créée. Comme le nombre d'employés dans les ateliers qui produisaient désormais des machines de bureau a considérablement augmenté dans les décennies suivantes, le nombre d'habitants augmenta tout autant pour atteindre 23 500 en 1989. Après la Réunification, la production de machines de bureau et de briques fut stoppée ; l'atelier de production d'ordinateurs Fujitsu Siemens Computers remplace aujourd'hui l'entreprise d'électrotechnique Robotron.

### Rattachements administratifs
Le 6 mai 1993, Schallenburg fut rattachée administrativement à Sömmerda ; suivirent Frohndorf, Leubingen, Orlishausen,Tunzenhausen et Stödten le 8 mars 1994.

### Évolution de la population
Évolution du nombre d'habitants (à partir du 31 décembre 1960) :
| de 1839 à 1950 - 1839 - 2 591 - 1890 - 4 583 - 1910 - 5 119 - 1933 - 8 490 - 1939 - 11 781 - 1946 - 13 932 1 - 1950 - 13 568 2 | de 1960 à 1997 - 1960 - 13 811 - 1981 - 22 821 - 1984 - 23 455 - 1994 - 24 902 - 1995 - 24 454 - 1996 - 23 897 - 1997 - 23 403 | de 1998 à 2004 - 1998 - 22 861 - 1999 - 22 397 - 2000 - 21 977 - 2001 - 21 585 - 2002 - 21 348 - 2003 - 21 102 - 2004 - 21 010 | de 2005 à 2006 - 2005 - 20 770 - 2006 - 20 710 |

 Source des données à partir de 1994 : Thüringer Landesamt für Statistik
1 le 29 octobre

2 le 31 août

## Politique

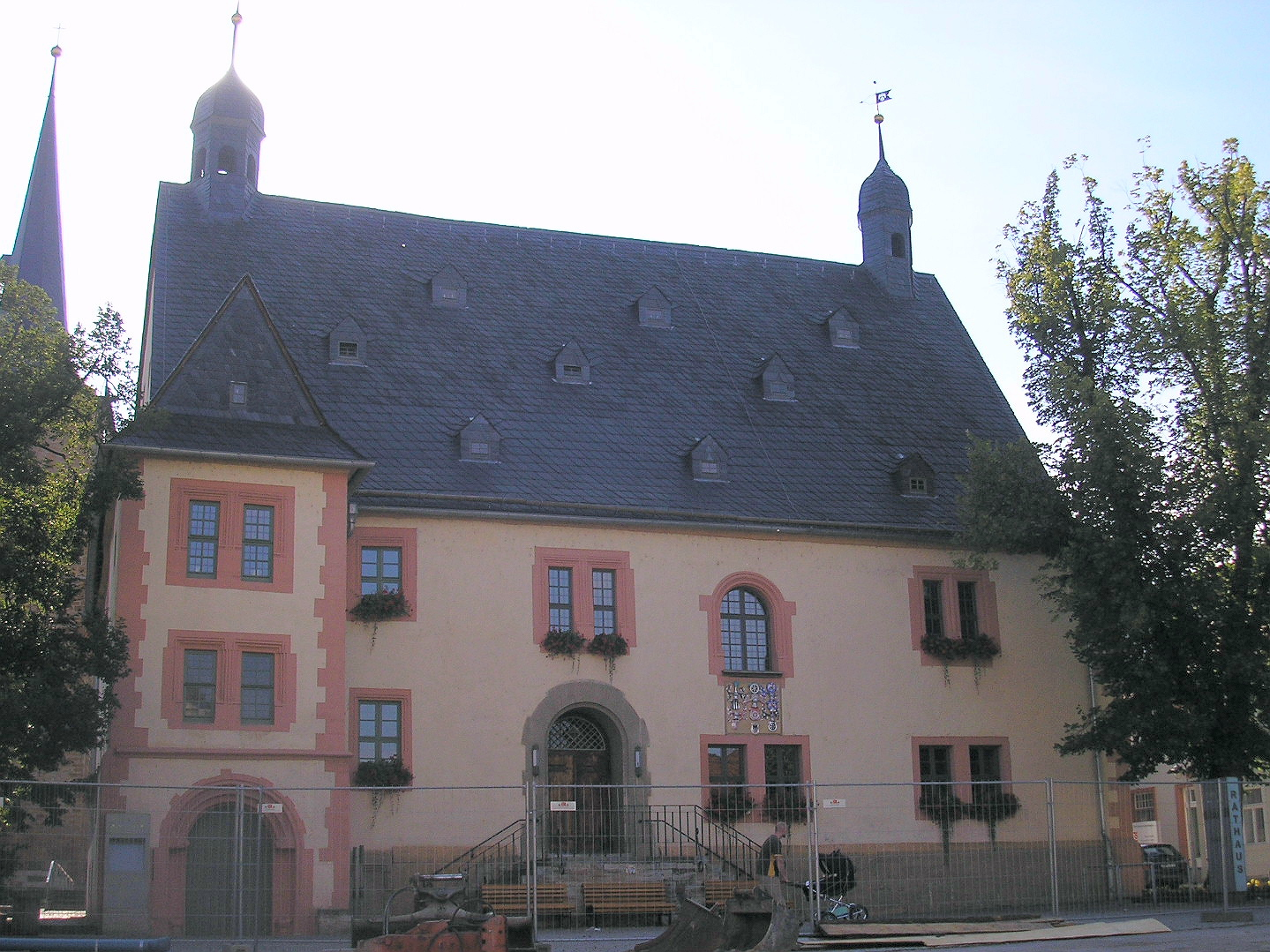
La mairie.

### Conseil municipal
Le conseil municipal a 30 sièges auxquels s'ajoute une voix pour le maire.
- CDU 9 sièges
- SPD 2 sièges
- SWG 2 sièges
- BIS 2 sièges
- Linkspartei 15 sièges

### Le maire
Depuis les élections municipales de 2006, le maire est Hans-Wolfgang Flögel (Linkspartei), élu avec 76,1 % des voix.

### Écusson
L'écusson de la ville est divisé horizontalement en deux parties : en haut, un aigle noir avec une langue rouge, le regard tourné vers la droite ; en bas, une roue argentée à six rayons sur fond rouge.
Signification : l'aigle représente le royaume de Prusse ; la roue, qui provient de l'écusson de la ville d'Erfurt, représente l'histoire mouvementée de Sömmerda qui eut à plusieurs reprises le contrôle d'Erfurt.

### Villes jumelées
- Böblingen, Baden-Württemberg depuis 1988
- Kėdainiai, Lituanie depuis 1990

## Culture et curiosités

### Bâtiments

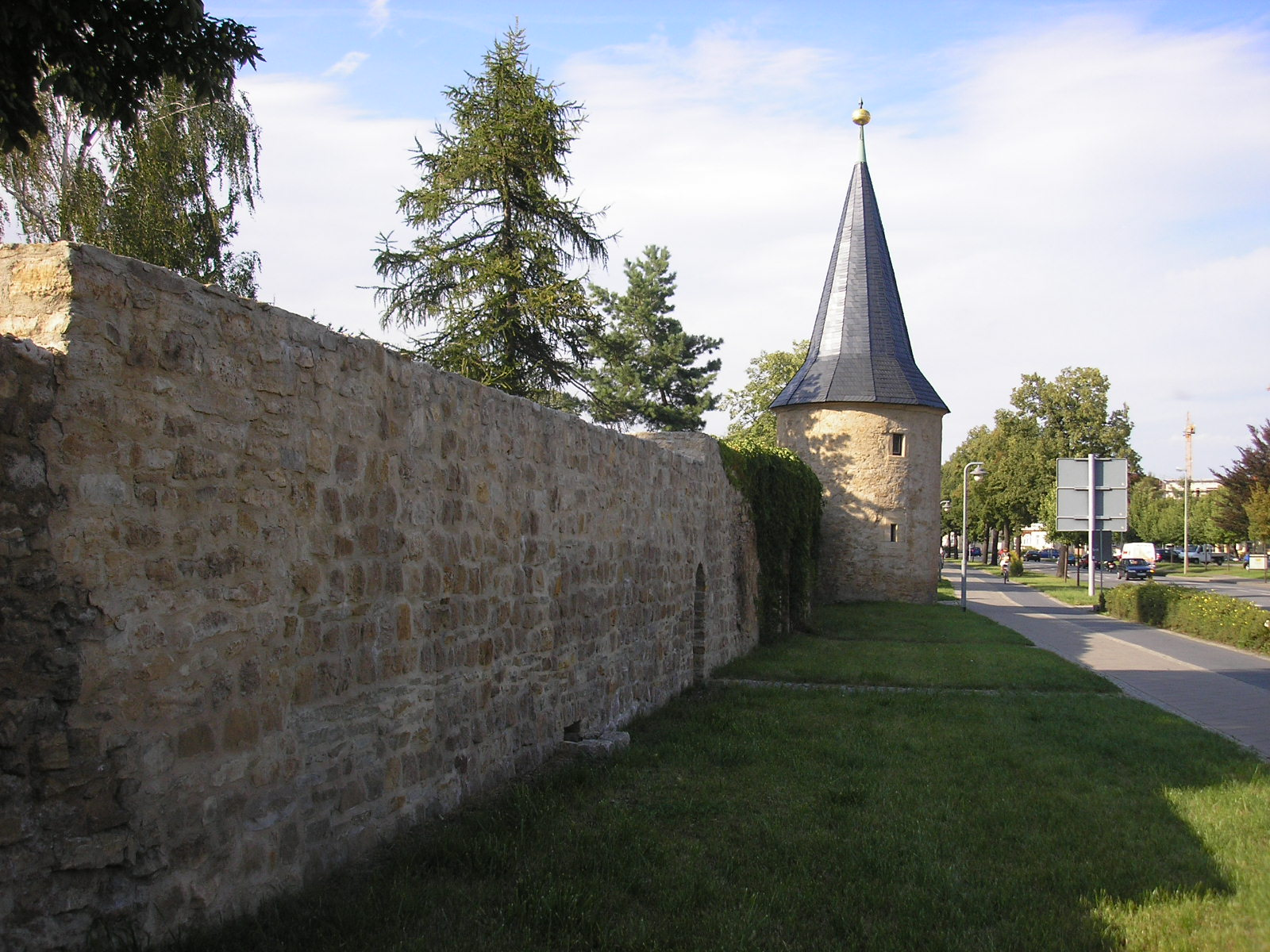
Les remparts.

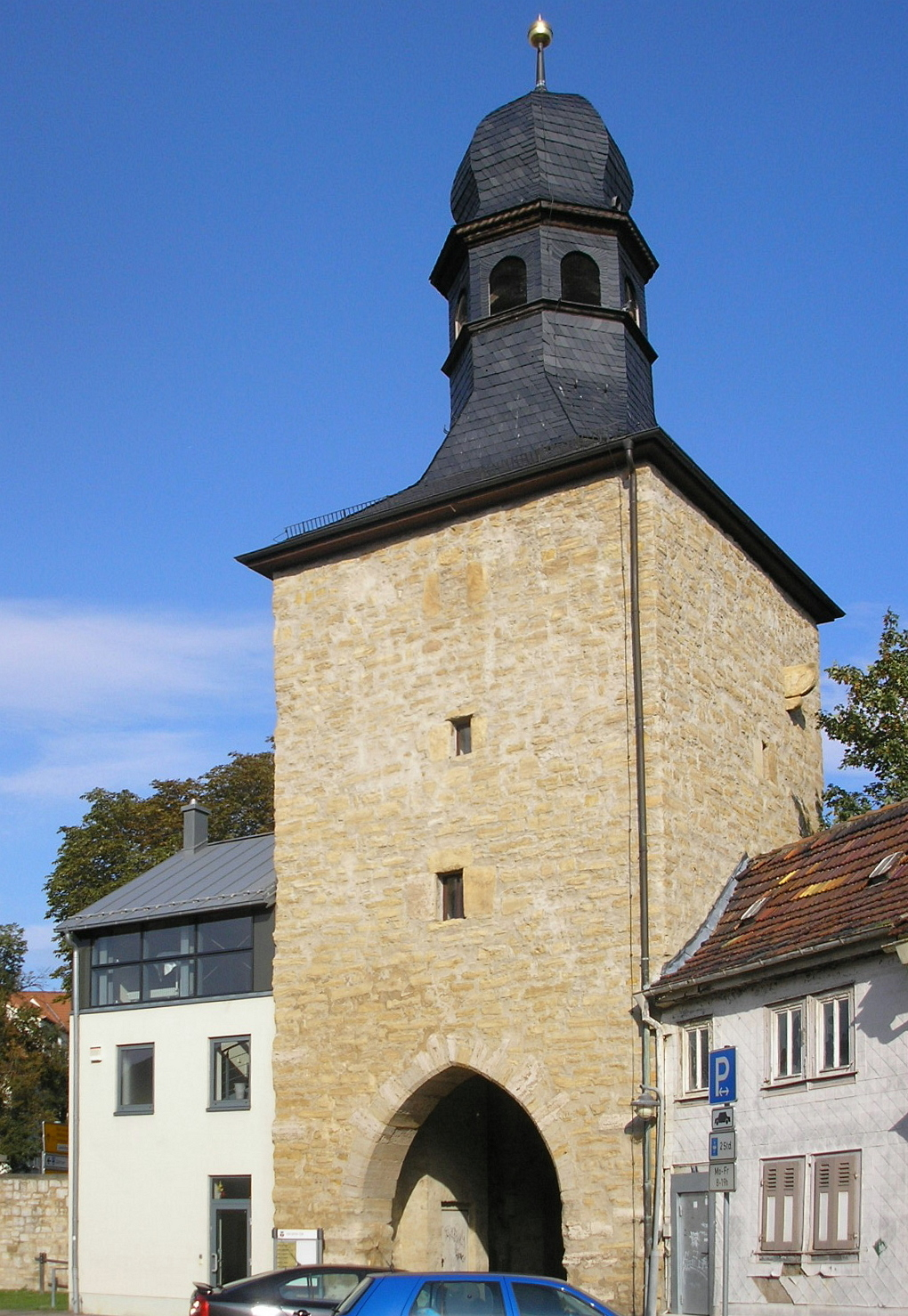
La porte d'Erfurt.

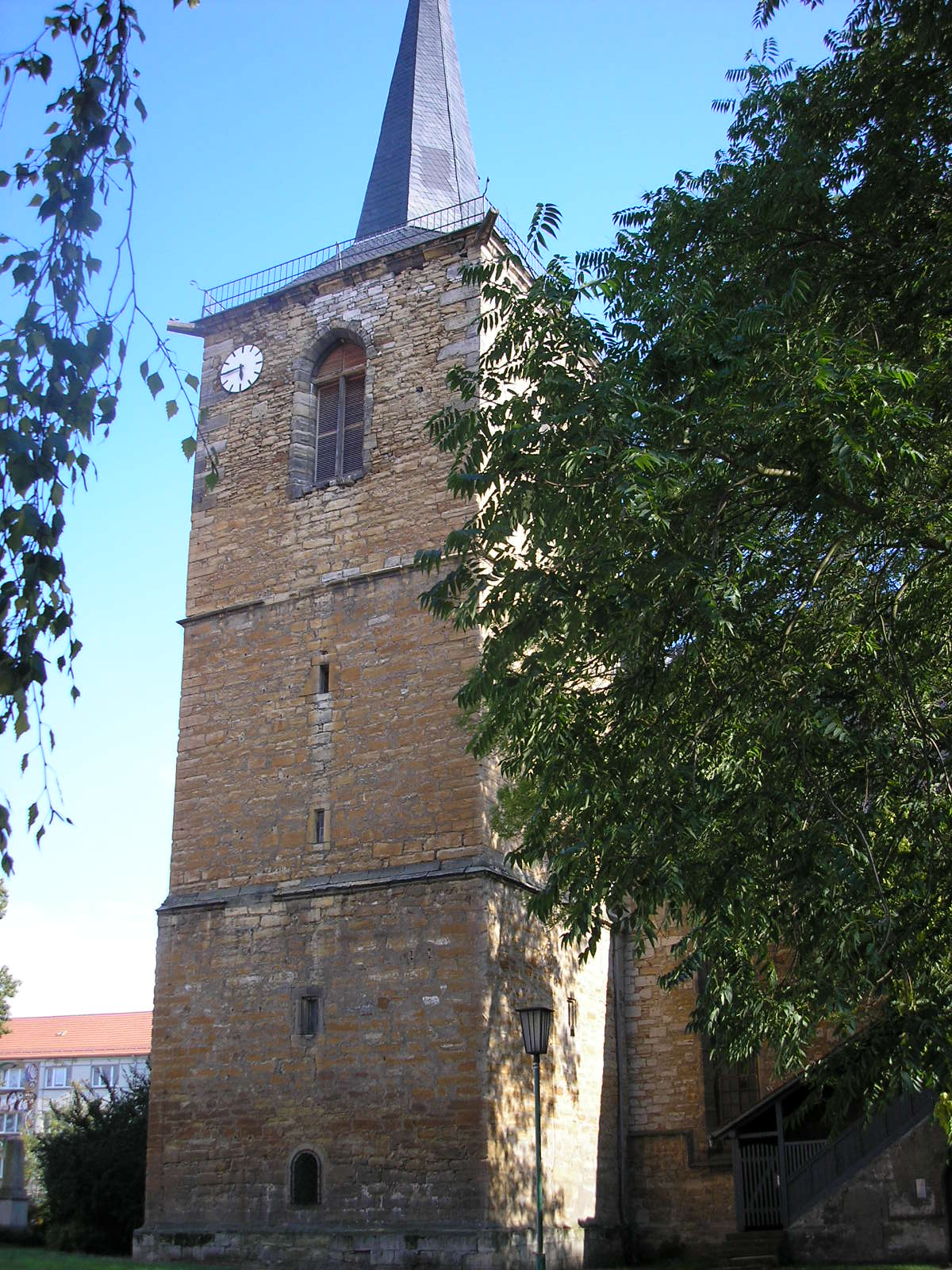
L'église.

Aux alentours de 1368 fut construite une place appelée mitliln Tor. La porte d'Erfurt (1395) et les remparts existent encore actuellement. La plus vieille porte – qui a aujourd'hui disparu – datait de l'an 1389 et était appelée Wenigensömmersches Tor. Les remparts s'étendaient sur 1 300 m, pour une hauteur de 4 m et une épaisseur de 85 cm ; ils ne furent érigés qu'au cours du XVIe siècle.

### Parcs
- Parc municipal
- Parc Martini
- Parc culturel "la salle de classe verte" ("Grünes Klassenzimmer")

### Évènements
- Fête du printemps (Frühlingsfest)
- Fête du parc, fête de la ville pendant la semaine de la fête (Festwoche) (en juin)
- Rafting de Sömmerda sur la rivière d'Unstrut (en septembre) : cet évènement existe depuis 1992 et est organisé par le journal local, le "Thüringer Allgemeinen", et le club de canoë de Sömmerda attirant un nombre sans cesse croissant de visiteurs.
- Les jours de la culture de Sömmerda (Sömmerdaer Kulturtage)

## Économie et infrastructure

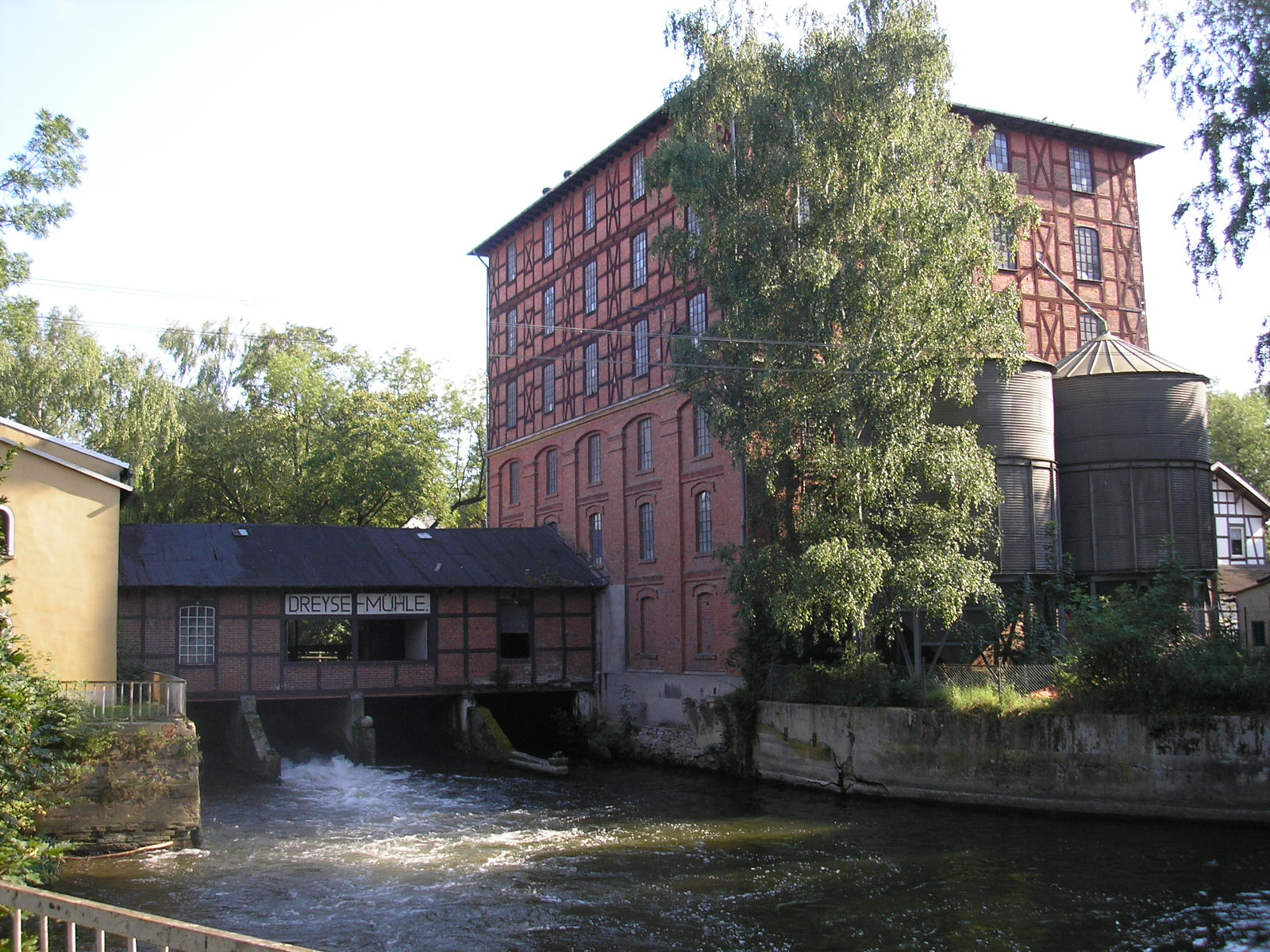
Le moulin de Dreyse dans la vieille ville.

Le secteur économique le plus important à Sömmerda est l'industrie électrotechnique. S'y trouvent en outre une usine de production de composants informatiques, Fujitsu Siemens Computers, et aussi plusieurs entreprises qui vendent les produits agricoles des environs.

### Transports
Sömmerda se situe sur la route fédérale B 176 qui relie Straußfurt à l'Ouest à Kölleda à l'Est. Sömmerda est également située à la fin de la section d'autoroute A 71 qui conduit dans le Sud vers Erfurt et la forêt de Thuringe jusqu'à Schweinfurt. Quand cette autoroute sera achevée, elle reliera la ville à Halle au Nord.

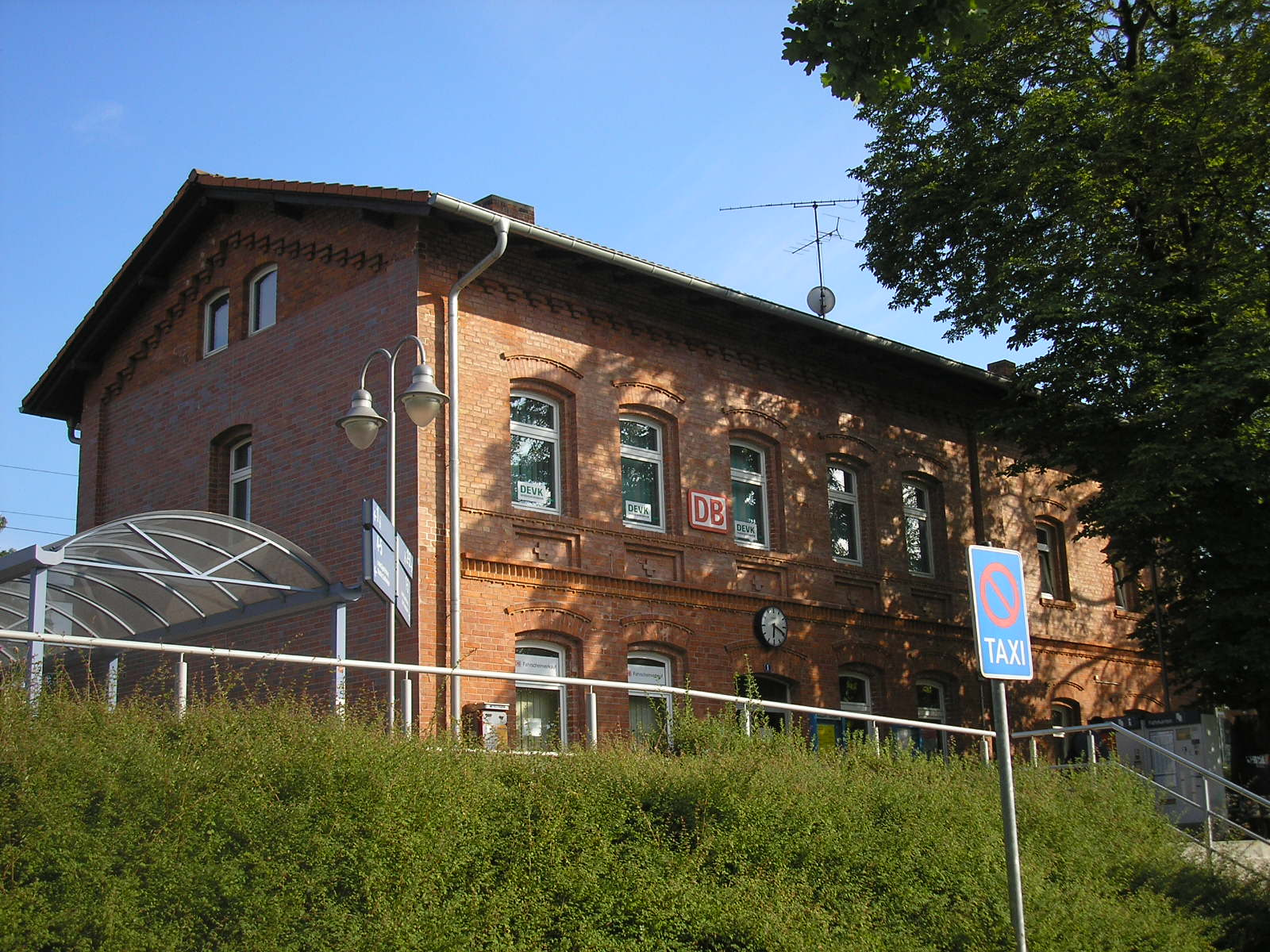
La gare.

En 1881, Sömmerda est raccordée au réseau ferroviaire d'Erfurt-Sangerhausen qui est aujourd'hui électrifiée. Par le RegionalExpress, on peut se rendre à Erfurt et Magdebourg. Une deuxième portion de chemin de fer à travers Sömmerda est la Pfefferminzbahn ouverte en 1874 ; elle conduisait à l'Ouest vers Straußfurt et à l'Est vers Kölleda, Großheringen et Naumburg. Au croisement des deux lignes se trouve la gare de Sömmerda qui est la seule gare à étages de Thuringe.

### Établissements publics
- Hôpital de Sömmerda
- Syndicat des artisans (Kreishandwerkerschaft)
- Sous-préfecture (Landratsamt)
- Chambre d'agriculture (Landwirtschaftsamt)

### Éducation
- Écoles élémentaires d'État (Grundschule) :
  - "A. Diesterweg"
  - "Lindenschule"
- Écoles réglementaires d'État (Regelschule) :
  - "A. Einstein"
  - "Ch. G. Salzmann"
- Collège d'État : "A. Schweitzer"
- Écoles spéciales reconnues au niveau national (Förderschule) :
  - "Finneck-Schule"
  - "Rothenbachschule"
- École professionnalisante d'État (Berufsbildende Schule) de Sömmerda
- Université (Kreisvolkshochschule) de Sömmerda
- École de musique : "Wilhelm Buchbinder"
- Ludothèque

## Personnalités
- Johann Nikolaus von Dreyse : * 20 novembre 1789 à Sömmerda; † 9 décembre 1867 à Sömmerda - Constructeur, inventeur et entrepreneur
- Thomas Linke : * 26 décembre 1969 à Sömmerda - joueur de football
- Arnold Rudolf Paulssen : * 25 novembre 1864 à Sömmerda - politicien libéral, premier ministre d'État du Land de Thuringe
- Christian Gotthilf Salzmann : * 1er juin 1744 à Sömmerda; † 31 octobre 1811 à Schnepfenthal - pasteur et pédagogue
- Carl Schleusing : * 21 novembre 1865 à Sömmerda; peintre

## Divers
Dialecte
Sömmerda se situe dans le secteur de diffusion du dialecte du centre de Thuringe qui fait partie des différents dialectes de Thuringe.